# Щепаняк, Матеуш (футболист, 2007)
Мате́уш Щепа́няк (пол. Mateusz Szczepaniak; 5 января 2007, Польша) — польский футболист, полузащитник клуба «Легия».

## Клубная карьера
Щепаняк начал свою юношескую карьеру в клубах «ЛСР Лукув», «Орлента Радзынь Подляски», «Висла Пулавы» и «Гурник Ленчна», а затем присоединился к академии «Легии».
Дебютировал за первую команду «Легии» в товарищеском матче против «Карнарвон Таун» 25 июля 2024 года. Его первое появление в Экстракласе состоялось 3 ноября 2024 года, в победном (2:1) матче против «Видзева» на 90-й минуте. 28 ноября 2024 года он забил свой первый гол за клуб в матче против кипрской «Омонии» (3:0) в квалификации Лиги конференций УЕФА 2024/25, став самым молодым бомбардиром в истории соревнований.